# FK Comae Berenices
Désignations
FK Comae Berenices (en abrégé FK Com) est une étoile variable située à environ 225 pc (∼734 al) de la Terre dans la constellation de la Chevelure de Bérénice. Sa magnitude apparente varie entre 8,14 et 8,33 sur une période de 2,4 jours. Elle est le prototype des étoiles variables de type FK Com. La variabilité des étoiles de type FK Com serait due à de grandes taches froides situées sur la surface de ces étoiles.
Elle forme une double optique avec HD 117567, une étoile de type F2 nettement plus proche localisée à 76,8 secondes d'arc d'elle en date de 2018.